# Shenia Franz
Evgenija „Shenia“ Franz (belarussisch Яўгенія Мінеўская Jauhenija Mineuskaja; * 31. Oktober 1992 in Minsk, geborene Evgenija Minevskaja) ist eine ehemalige deutsche Handballspielerin.

## Karriere
Shenia Franz begann im Jahr 1999 das Handballspielen bei der DJK/MJC Trier. Vier Jahre später zog Franz mit ihrer Familie nach Rostock um, wo sie anschließend beim PSV Rostock spielte. Von 2005 bis 2013 lief die Rückraumspielerin für den Thüringer HC auf. Mit dem THC stand sie in der Saison 2008/09 im Finale des EHF Challenge Cups, welches gegen den französischen Vertreter Handball Cercle Nîmes verloren wurde. In derselben Spielzeit gewann Franz mit der B-Jugend des THC die deutsche Meisterschaft. Im Finale gegen die TSG Ketsch warf sie 14 Tore. Mit dem THC gewann Franz 2011, 2012 und 2013 die deutsche Meisterschaft sowie 2011 und 2013 den DHB-Pokal.
Anfang 2012 wurde Franz zusätzlich mit einem Zweitspielrecht für den Zweitligisten SG 09 Kirchhof ausgestattet. Zwei Wochen später zog sie sich in einem Vorbereitungsspiel zwischen dem Thüringer HC und den rumänischen Erstligisten HC Zalău einen Außenbandriss zu. Im Sommer 2013 wechselte sie zur TuS Metzingen. In der Saison 2013/14 wurde sie mit 239 Treffern, davon 100 per Siebenmeter, gemeinsam mit Katrin Schneider (239/102) Bundesliga-Torschützenkönigin. Ab der Saison 2015/16 lief Franz für den HC Leipzig auf. Mit dem HCL gewann sie 2016 den DHB-Pokal. Im Sommer 2017 kehrte sie zum TuS Metzingen zurück. In der Saison 2019/20 stand sie beim französischen Erstligisten Brest Bretagne Handball unter Vertrag. Anschließend wechselte sie zum rumänischen Erstligisten SCM Râmnicu Vâlcea. Nachdem Franz im September 2021 ihren Vertrag mit SCM Râmnicu Vâlcea aufgelöst hatte, gab sie ein Jahr später ihr Karriereende bekannt.
Franz bestritt am 3. Juni 2012 ihr Debüt in der deutschen Nationalmannschaft. Insgesamt absolvierte sie 95 Partien für Deutschland, in denen sie 175 Tore warf. Mit Deutschland nahm sie an der Weltmeisterschaft 2013, der Europameisterschaft 2014, Weltmeisterschaft 2015, Weltmeisterschaft 2019 und der Europameisterschaft 2020 teil.

## Privates
Ihr Vater Andrej Minevski gewann mit der GUS das olympische Handballturnier 1992. Ihre Mutter Swetlana spielte unter anderem in Deutschland Handball und gewann mit der UdSSR zweimal die Weltmeisterschaft. Sie ist Geschäftsführerin eines Fitnessstudios.